# Евтеева, Нинель Васильевна
Нине́ль Васи́льевна Евте́ева (до 1967 — Лука́нина) (род. 18 сентября 1937, Баку) — советская волейболистка, игрок сборной СССР (1963—1964). Серебряный призёр Олимпийских игр 1964, чемпионка Европы 1963, 4-кратная чемпионка СССР. Нападающая.Заслуженный мастер спорта России (2003).

## Биография
Волейболом начала заниматься в Баку.
Выступала за команды: 1956—1961 — «Нефтяник» (Баку), 1961—1968 — ЦСКА. 4-кратная чемпионка СССР (1963, 1965, 1966, 1968), серебряный призёр чемпионата СССР 1962, двукратный победитель Кубка европейских чемпионов (1966, 1967). Чемпионка Спартакиады народов СССР 1963 в составе сборной Москвы.
В сборной СССР в официальных соревнованиях выступала в 1963—1964 годах. В её составе: серебряный призёр Олимпийских игр 1964, чемпионка Европы 1963.
После окончания игровой карьеры работала преподавателем физвоспитания.
С 1977 года — тренер детско-юношеской спортивной школы по волейболу московской команды КФК «Конструктор». Выпускники школы, воспитанники Нинель Евтеевой — мастера и кандидаты в мастера спорта, участники чемпионатов СССР по волейболу.

## Источник
- Волейбол: Энциклопедия / Сост. В. Л. Свиридов, О. С. Чехов. — Томск: Компания «Янсон», 2001.